# Gerd Binnig
Gerd Binnig (Frankfurt, Alemanha, 20 de julho de 1947) é um físico alemão que teve como maior contribuição para a ciência a criação, junto de Heinrich Rohrer, do microscópio de corrente de tunelamento (STM), o qual rendeu aos dois metade do prêmio Nobel de Física de 1986.

## Vida
Viveu em Frankfurt até seus 31 anos.
Obteve seu bacharelado e doutorado em Frankfurt, na Universidade Johann Wolfgang Goethe.
Em 1969, casou-se com Lore Wagler e convencido por sua esposa ingressou, em 1978, num grupo de pesquisa do IBM Research Laboratory, em Zurique. Ao trabalhar no IBM Research Laboratory acabou aproximando-se de Heinrich Rohrer, afinal ambos possuíam áreas de conhecimento similares e interesse em estudar as superfícies.
Em 1981, Binnig e Rohrer criaram o primeiro microscópio de corrente de tunelamento e em 1986 conquistaram metade do prêmio Nobel de Física, dividido com Ernst Ruska.

## Trabalhos (seleção)
- Patente CH643397: Aparelho de varredura para análise de superfície usando efeito de túnel de vácuo em temperaturas criogênicas. Arquivado em 20 de setembro de 1979, Requerente: IBM, Inventores: Gerd Binnig, Heinrich Rohrer.
- Gerd Binnig, Heinrich Rohrer, C. Gerber und E. Weibel: Tunneling through a Controllable Vacuum Gap, Appl. Phys. Lett. 40, 178 (1982).
- Gerd Binnig, Heinrich Rohrer, C. Gerber und E. Weibel: Surface studies by scanning tunneling microscopy. In: Phys. Rev. Lett. 49/1, S. 57–61 (1982).
- Gerd Binnig: Aus dem Nichts. Über die Kreativität von Natur und Mensch. (1997), ISBN 3-492-21486-X.